# Ondjiva
Ondjiva är en provinshuvudstad i Angola.   Den ligger i provinsen Cunene, i den sydvästra delen av landet, 1 000 km söder om huvudstaden Luanda. Ondjiva ligger 1 113 meter över havet och antalet invånare är 10 169.

## Terräng och klimat
Terrängen runt Ondjiva är mycket platt. Runt Ondjiva är det mycket glesbefolkat, med 4 invånare per kvadratkilometer.. Det finns inga andra samhällen i närheten.
Omgivningarna runt Ondjiva är huvudsakligen savann.